# لشکر ۶۵ پیاده (ایالات متحده آمریکا)
لشکر ۶۵ پیاده (انگلیسی: 65th Infantry Division) لشکر پیاده‌نظام نیروی زمینی ایالات متحده آمریکا است، که در سال ۱۹۴۳ تأسیس شد و در سال ۱۹۴۵ منحل گردید.
یک لشکر پیاده نظام ارتش ایالات متحده بود که در جنگ جهانی دوم خدمت کرد. نشان شانه آن یک نیزه سفید بر روی یک سپر آبی است.
تمام طول جاده پنسیلوانیا ۶۵ به افتخار این یگان، بزرگراه یادبود لشکر ۶۵ پیاده نامگذاری شده است.
سالن خانگی تیم‌های بسکتبال مردان و زنان آکادمی نظامی ایالات متحده در وست پوینت، به افتخار ستوان یکم ادوارد سی. کریستل، که در طول جنگ جهانی دوم در این لشکر خدمت کرد و در ۴ مه ۱۹۴۵ در اتریش کشته شد، به نام کریستل آرنا نامگذاری شده است.